# Petrašovice
Petrašovice (německy Potrosowitz) jsou malá vesnice, část obce Bílá v okrese Liberec. Nachází se asi 1,5 kilometrů východně od Bílé. Petrašovice jsou také název katastrálního území o rozloze 8,11 km². V katastrálním území Petrašovice leží i Bohdánkov, Kocourov, Kohoutovice a Vesec.

## Historie
První písemná zmínka o vesnici pochází z roku 1538.
Podle Kudrnáče (1903) jde o „starobylou osadu založenou na soutoku tří potoků (Bysterka, Žďárský a Záskalský), které se od soutoku nazývají Oharka. Obec je ohraničena vyvýšeninami Chlomkem a Skotovinou. Na jaře jsou tu časté šedé mlhy zvané "větrné", které škodí osení. Obecní rytmistr Antonín Jíra vystavěl v obci kapli, která se nedočkala vysvěcení a byla rozbořena. Následně byl dům rytmistra prodán a utržené peníze vloženy do fondu pro stavbu nové kaple.“
V roce 1903 žilo v obci 492 obyvatel, kteří žili ve 114 domech. Starostou byl Jan Jíra z Kohoutovic. Fungovala zde hospoda nebo Brusírna skleněných kroužků. Ze spolků byla činná Národní jednota Severočeská a Sbor dobrovolných hasičů. Mezi významné petrašovické rodáky patřil profesor na pražské Umělecko průmyslové škole Václav Dědek nebo architekt Bohumil Dědek působící ve službách Schwarzenberků na zámku Hluboká.

## Obecní správa
V roce 1930 tvořilo obec šest místních částí, a to Bohdánkov (89 obyvatel), Kocourov (22), Kohoutovice (74), Petrašovice (177), Vesec (66) a Žďárek 2. díl (39 obyvatel). Ve 117 zdejších domech žilo celkem 467 lidí a obec zabírala území velké 903 ha. Až do roku 1938 patřily Petrašovice k politickému okresu Turnov. Po Mnichovském diktátu a odstoupení pohraničí zůstaly Petrašovice, proti všem původním předpokladům, na území připojeném k Německu.
Od osvobození až do srpna 1945 přešla oblast Českodubska pod správu Okresní správní komise Liberec. Poté byla včleněna do politického okresu Turnov (rozhodnutím ZNV v Praze ze dne 23. 8. 1945). Pod něj správně spadalo Českodubsko až do roku 1960. Podle nového územně správního uspořádání a zrušení okresu Turnov, došlo k přičlenění obcí v okolí Českého Dubu k okresu Liberec.
O svou samostatnost přišly Petrašovice v roce 1976. Správu převzal „Společný místní národní výbor pro obce Bílá, Hradčany, Petrašovice se sídlem v Bílé okres Liberec“. Celý proces integrace byl završen v roce 1980, kdy došlo ke sloučení obcí tvořících od roku 1976 společný MNV, tedy obcí Bílá, Hradčany a Petrašovice. Vznikla nová územně administrativní jednotka Bílá, v níž byly ponechány části obce s názvy: Bílá, Bohdánkov, Dehtáry, Hradčany, Chvalčovice, Klamorná, Kocourov, Kohoutovice, Letařovice, Petrašovice, Trávníček, Vesec, Vlčetín.

## Osobnosti
Petrašovice navštěvoval český básník Fráňa Šrámek, který se ucházel o dceru zdejšího řídícího učitele Miloslavu Hrdličkovou (1884-1958), se kterou se nakonec oženil.

## Pamětihodnosti
- Usedlost čp. 3
- Rychta čp. 26